# Kondura (fartygstyp)

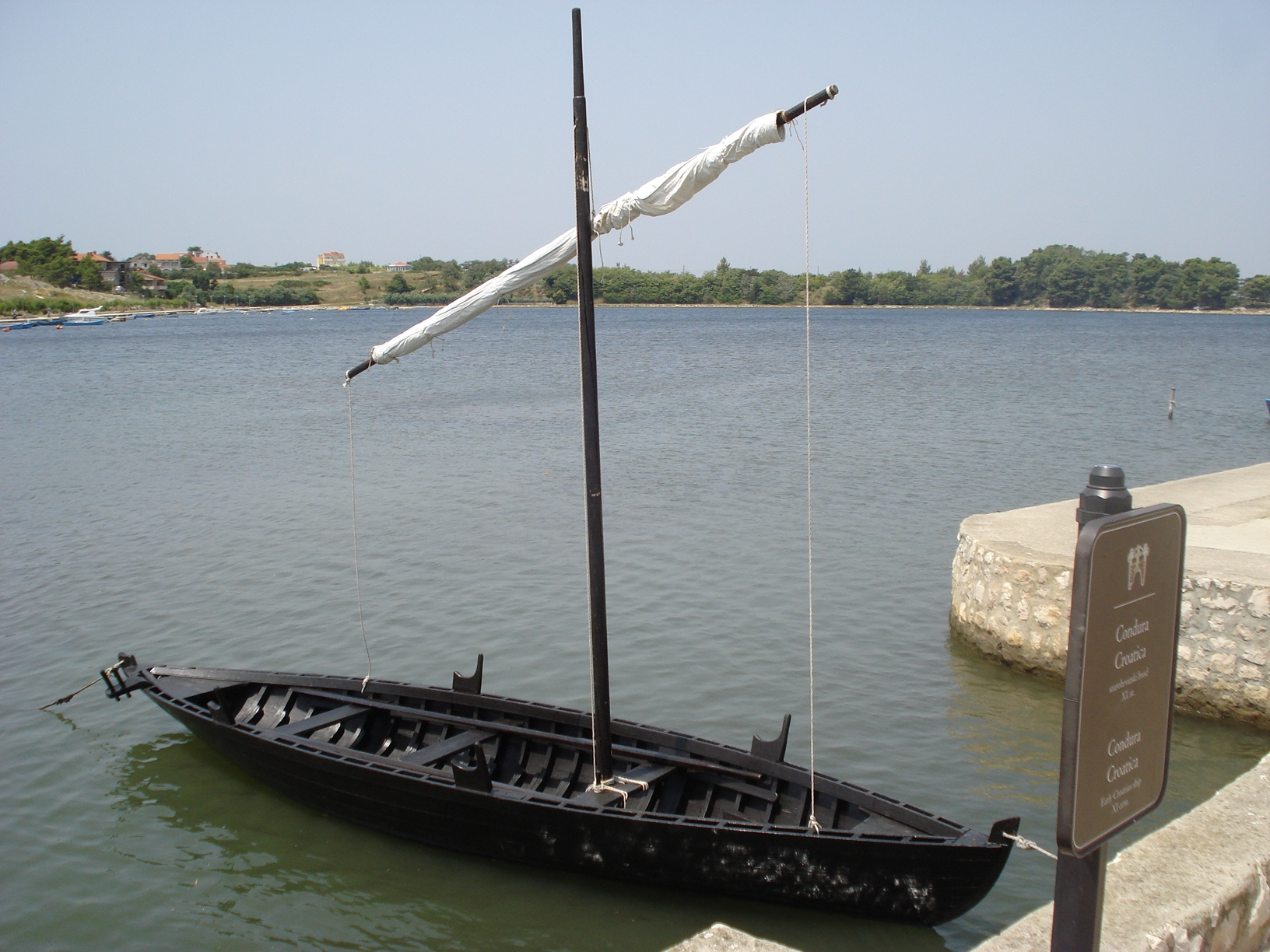
Condura Croatica är en replik av en kondura. Den är en turistattraktion förankrad vid Gamla stan i Nin.

Kondura (italienska och latin: Condura) är en typ av fartyg som under medeltiden användes längs med östra Adriatiska havets kuster i vad som idag är Kroatien. Fartygstypen omnämns och beskrivs på 900-talet som en del av det medeltida Kroatiens flotta. Den omnämns även på 1300-talet då fartygstypen ingick i den ragusinska flottan. Segelfartyget som även kunde ros var byggt i trä och 7–8 meter långt.

## Användning och egenskaper
Konduran var framförallt ett litet, effektivt och lättmanövrerat krigsfartyg även om det därtill användes som handelsfartyg. Dess lilla storlek gjorde att den med fördel kunde användas vid attacker på större och långsammare handelsfartyg. Historiska källor gör gällande att kung Tomislav I i den forna kungliga staden Nin hade 15 000 roddare redo på konduras. Enligt Konstantin VII nedteckningar hade den kroatiska flottan under Tomislavs styre tillgång till 100 konduras med vilka de seglade längs med den östra adriatiska kusten och ända upp till Venedig. Andra historiska källor berättar att den kroatiska flottan under kung Petar Krešimir IV styre på 1000-talet hade uppemot 20 000 roddare som framförde konduras. Dessa påståenden har inte kunnat beläggas men vittnar om kondurans betydelse för handel och det medeltida Kroatiens sjöstridskrafter. 
Konduran byggdes i olika storlekar. Den större hade en besättning om 20 man varav 10–12 roddare medan en mindre variant hade en besättning om 10 man varav upp till 8 roddare. De konduror som senare byggdes i Republiken Dubrovnik (så kallad Dubrovnisk kandura) hade en besättning som uppgick till 50 man.

## Condura Croatica
År 1966 hittades återstoden av två kondura-fartyg av en slump vid Nins hamn. År 1974 överfördes fragmenten till Zadar för restaurering och bevaring. Genom kol-14-metoden fastställdes att fartygen hade seglats från slutet av 1100-talet till början av 1200-talet. Originaldelarna finns utställda i Nin-antikviteternas museum som ingår som en del av Zadars arkeologiska museum. År 1998 utarbetades två repliker av de funna fartygen som uppkallades Condura Croatica (latin för "kroatiska konduran"). Den ena av dessa finns idag förankrad vid Gamla stan i Nin och den andra repliken återfinns i Zadar.